# Боли в области живота и таза
Бо́ли в о́бласти живота́ и та́за или гастралги́я (от др.-греч. γαστήρ, γαστρός — желудок, живот + др.-греч. ἀλγέω —  чувствовать боль, страдать) — неприятное чувство, связанное с действительным или возможным повреждением тканей или описанное в терминах этого повреждения (определение Международной ассоциации по изучению боли).

## Типы болей в животе и таза
Боль является следствием возбуждения рецепторов повреждённой ткани. Существуют две группы рецепторов:
- соматические болевые механорецепторы (ноцицепторы), которые имеют высокий порог чувствительности, их стимуляция вызывает чувство боли;
- висцеральные полимодальные рецепторы, которые при слабом раздражении передают информацию о состоянии органа и лишь при сильном дают ощущение боли.

Соответственно различают три типа боли в животе: висцеральную, соматическую и отражённую.
Соматическими рецепторами богато снабжена париетальная брюшина (поэтому такие боли иногда называют париетальными), брыжейка, они есть в жёлчных протоках и мочеточниках. Эта боль отличается большой интенсивностью и больной может хорошо определить её локализацию.
Висцеральная боль возникает непосредственно в поражённом органе. Она носит тягостный характер и обычно сопровождается потоотделением, тошнотой, рвотой, резким побледнением кожи. Эта боль, хотя и с трудом, может быть локализована в эпигастрии, околопупочной области или над лобковым симфизом.
Отражённая боль в животе появляется при очень интенсивном раздражении поражённого органа и наблюдается при заболеваниях головного мозга, мозговых оболочек и многих внутренних органов.
Выделяют две главные причины боли в животе - вздутие органов брюшной полости (висцеральная боль), и раздражимость брюшины (соматическая боль). Вздутие любого полого органа (например жёлчных проток, толстого и тонкого кишечника, мочевого пузыря, мочеточников, гинекологических органов - матка,  фаллопиевы трубы) приводит к спастической (спазматический) и  интермиттирующей (прерывистой) боли живота. Висцеральная боль плохо локализуется и обычно отмечается больным на средней линии живота. Вздутие верхней части пищеварительного тракта обычно локализуется в эпигастральной области. Кровоснабжение верхней части пищеварительного тракта осуществляется через чревный артериальный ствол. Она включает желудок, двенадцатиперстная кишка, жёлчные протоки. Вздутие средней части пищеварительного тракта обычно локализуется в околопупочной области. Кровоснабжение средней части пищеварительного тракта (от двенадцатиперстной кишки до поперечная ободочная кишки) осуществляется через верхнюю брыжеечную артерию. Вздутие нижней части кишечника локализуется в надлобковой области. Кровоснабжение нижней части кишечника (от поперечной ободочной кишки до прямой кишки) осуществляется через нижнюю брыжеечную артерию. В отличие от висцеральной боли соматическая боль хорошо локализуется. Раздражение пристеночной брюшины в результате движения или растяжения приводит к острой боли.

## Варианты течения болей в животе
Различают острую, хроническую и рецидивирующую боль.
Острая боль в животе может быть следствием острой хирургической патологии, травмы или острого инфекционного заболевания, её временные рамки ограничены сроком 3 месяца. Более длительные боли называются хроническими. Если боль повторяется на протяжении 3 месяцев не менее 3 раз, то её относят к рецидивирующей. Подобные боли в большинстве случаев обусловлены хроническими заболеваниями органов пищеварения или их функциональными расстройствами.

## Острые боли в животе («острый живот»)
В группу заболеваний, объединяемых под общим термином «острый живот», включают:
1. Острые воспалительные заболевания брюшной полости:
- Острый аппендицит.
- Острый дивертикулит Меккеля.
- Острый холецистит.
- Острый панкреатит.
- Перитонит.

2. Острые нарушения проходимости по желудочно-кишечному тракту:
- Острая кишечная непроходимость.
- Ущемление грыжи.

3. Перфорация полых органов:
- Перфорация язв желудка или двенадцатиперстной кишки.
- Перфорация дивертикулов.
- Опухоли.

4. Кровотечения в просвет полых органов или в брюшную полость:
- Разрыв селезёнки.
- Разрыв печени.
- Разрыв брюшной аорты.
- Разрыв яичника.

5. Нарушение кровообращения в органах брюшной полости.
Успех лечения всех заболеваний, проявляющихся симптомами «острого живота», зависит от правильности и своевременности постановки диагноза.
Среди всех клинических признаков следует выделить наиболее значимые «симптомы тревоги», которые свидетельствуют о высокой вероятности хирургической патологии:
- Возникновение боли, как первого симптома болезни.
- Отказ от еды, изменение поведения (громкий плач у ребёнка, резкое беспокойство или малоподвижность, вынужденное положение).
- Пробуждение от болей или невозможность заснуть.
- Появление рвоты на фоне болей.
- Отсутствие стула и газов.
- Бледность, холодный пот.
- Тахикардия, не соответствующая температуре.
- Напряжение мышц передней брюшной стенки.

Последний признак является самым важным. Выявление напряжения мышц передней брюшной стенки свидетельствует в пользу острого хирургического заболевания органов брюшной полости, требующего неотложного оперативного вмешательства.
Дополнительные методы диагностики при острых болях в животе:
- Клинический анализ крови (для оценки активности воспалительных изменений).
- Обзорный снимок брюшной полости в вертикальной позиции (для исключения кишечной непроходимости, перфорации, диафрагмальной грыжи).
- Ультразвуковое исследование брюшной полости (для исключения изменений в почках, жёлчном пузыре и поджелудочной железе).
- Эзофагогастродуоденоскопию (только при подозрении на кровотечение из верхних отделов ЖКТ).

## Рецидивирующие боли в животе
У детей первых месяцев жизни рецидивирующие боли в животе (РБЖ) обычно проявляются в виде кишечной колики, которая проявляется беспокойством и плачем. Для диагностики кишечной колики применяют «правило трёх»: плач в течение 3 и более часов в сутки (обычно не более 1 часа) не менее 3 дней в неделю на протяжении 3 недель подряд.
С другой стороны, РБЖ у детей первых месяцев жизни могут быть симптомами серьёзных заболеваний, среди которых наиболее часты:
- Кишечные инфекции (особенно вызванные условно патогенной микрофлорой).
- Пищевая аллергия.
- Аномалии ЖКТ (кисты, грыжи, стенозы и т. д.).
- Гастроэзофагеальная рефлюксная болезнь.

Подозрение на эти заболевания требует углублённого обследования, включающего:
- Микробиологическое исследование кала.
- Копрограмму.
- Рентгенологическое исследование ЖКТ с барием (пассаж и ирригография).
- Эзофагогастродуоденоскопию.
- УЗИ брюшной полости.
- Суточную pH-метрию.

Причины РБЖ у детей старшего возраста и взрослых многообразны, их подразделяют на 5 категорий: анатомические, инфекционные, неинфекционные воспалительные, биохимические и функциональные.
С практической целью по локализации болей (и болезненности) и сочетанию диспепсических симптомов РБЖ можно подразделить на 3 группы:
- Пароксизмальные боли в мезо- и гипогастрии без диспепсических симптомов.
- Боли (или болезненность) в эпигастрии, в том числе с симптомами «верхней диспепсии».
- Боли в мезо- и гипогастрии с нарушением функций кишечника.

Пароксизмальные боли в мезо- и (или) гипогастрии обычно бывают приступообразными, довольно интенсивными, не связанными с приёмом и характером пищи или дефекацией.
Причинами таких болей могут быть:
- Заражение паразитами.
- Кишечные инфекции.
- Рецидивирующая неполная кишечная непроходимость.
- Нарушение фиксации толстой кишки (синдром Пайра).
- Стеноз чревного ствола.
- Заболевания почек (пиелонефрит, гидронефроз и т. д.).
- Гинекологическая патология.
- Синдром раздражённого кишечника (СРК).

Обследование должно включать:
- Клинический и биохимический анализ крови.
- Клинический анализ мочи.
- Посев кала на острую кишечную инфекцию.
- Исследование кала на паразиты (яйца гельминтов, лямблии).
- Ирригографию.
- УЗИ органов брюшной полости и малого таза
- Доплерографию сосудов брюшной полости.

Боли в эпигастрии чаще бывают связаны с приёмом пиши и проявляются в виде двух основных вариантов функциональной диспепсии: язвоподобного или дискинетического. Первый характеризуется ноющими болями натощак, которые проходят после приёма пищи, второй — чувством тяжести, переполнения, быстрого насыщения в сочетании с отрыжкой и тошнотой, иногда рвотой, приносящей облегчение.
Подобный болевой синдром в 90 % случаев является проявлением хронического гастродуоденита, часто ассоциированного с язвой двенадцатиперстной кишки. У 20 % этих больных обнаруживают ГЭРБ. Язвенноподобный синдром обычно обусловлен гиперсекрецией соляной кислоты в желудке и инфекцией Helicobacter pylori, дискинетический — нарушением гастродуоденальной моторики.
При заболеваниях желчевыводящих путей, поджелудочной железы боли локализуются в эпигастрии и реже в подреберьях.
Причиной эпигастральных болей может быть лямблиоз.
Обследование этой группы пациентов должно включать:
- ЭГДС с биопсией из антрального отдела желудка.
- Исследование на Helicobacter pylori.
- Суточную внутрижелудочную pH-метрию.
- УЗИ брюшной полости с оценкой сократительной функции жёлчного пузыря.
- Исследование кала на лямблии.
- Определение ферментов печени, амилазы.

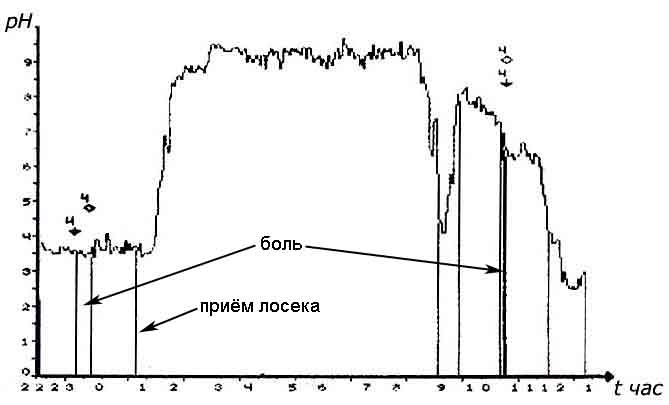
Фрагмент суточной pH-граммы пациента с проявлениями боли в животе на фоне повышенной кислотности

Боли в средних и нижних отделах живота в сочетании с нарушениями функций кишечника встречаются при многих заболеваниях, имеющих разную природу: инфекционную, воспалительную, анатомическую, функциональную. Они требуют наиболее широкого обследования.
Круг возможных причин подобных болей достаточно широк:
- Целиакия.
- Пищевая аллергия.
- Паразитозы.
- Кишечные инфекции (йерсиниозы, кампилобактериоз, сальмонеллёз).
- Воспалительные заболевания кишечника (болезнь Крона, неспецифический язвенный колит)
- Аномалии толстой кишки (болезнь Гиршпрунга с ультракоротким сегментом, долихосигма, нарушения фиксации толстой кишки)
- Дисахаридазная недостаточность (лактазная, сахаразо-изомальтазная)
- Синдром раздражённой кишки.

Обследование должно включать:
- Клинический и биохимические анализы крови.
- Копрограмму и паразитологическое исследование.
- Посев кала на ОКИ.
- ЭГДС с биопсией из тонкой кишки и морфологическое исследование биоптатов.
- Фиброколоноскопию.
- Ирригографию.
- Исследование крови на антиглиадиновые антитела, антитела к эндомизию, тканевой трансглютаминазе тонкой кишки
- Иммунологическое исследование, в том числе антитела к пищевым антигенам
- Сахарную кривую с лактозой (или другими дисахаридами) или водородный тест.

## Гастралгия
Гастралгия (от др.-греч. γαστήρ и ἄλγος - боль), схваткообразные боли в области желудка, обычно обусловленные заболеванием желудка. Наиболее часто встречается при воспалительных заболеваниях желудка, диспепсиях, язвенных поражениях. Встречается также, при некоторых конституциональных болезнях: подагрическом диатезе, анемии, истерии; часто связана со свинцовыми коликами, иногда при болезнях матки и яичников.